# Pershagen
Pershagen est une localité de Suède dans la commune de Södertälje située dans le comté de Stockholm.
Sa population était de 2 223 habitants en 2019.